# Keystone LB-6
Keystone LB-6 in LB-7 sta bila lahka dvomotorna dvokrilna bombnika, ki jih je zasnoval ameriški Keystone Aircraft v 1920ih. Podjetje Keystone je uporabljalo oznako Panther, vendar je ameriška vojska zavrnila to ime. Proizvodnja je bila maloserijska, zgradili so samo 35 primerkov obeh verzij. 

## Specifikacije (LB-6)
- Posadka: 5
- Dolžina: 49 ft 03 in (15,01 m)
- Razpon kril: 75 ft 0 in (23,0 m)
- Višina: 18 ft 1 in (5,5 m)
- Površina kril: 1148 ft2 (106,38 m2)
- Teža praznega letala: 7024 lb (3186 kg)
- Gros teža: 13440 lb (6100 kg)
- Pogon: 2 × Wright Cyclone R-1750-1 zvezdasta motorja, 525 hp (391 kW) vsak

- Največja hitrost: 114 mph (183 km/h)
- Potovalna hitrost: 95 mph (153 km/h)
- Dolet: 632 milj (1017 km)
- Višina leta (servisna): 11650 ft (3550 m)
- Hitrost vzpenjanja: 600 ft/min (180 m/s)

- Orožje: .303 in (7.7 mm) Lewis strojnice in do 910 kg bomb